# Безумный спецназ
«Безумный спецназ» (англ. The Men Who Stare at Goats — «Мужчины, пялящиеся на коз») — книга Джона Ронсона об использовании разведкой армии США концепций движения Нью Эйдж и потенциального военного применения паранормальных явлений. Название происходит от попыток убить козла силой взгляда. Исследование проводили Джон Ронсон, а также режиссёр-документалист Джон Сержант.

## Основные темы
В книге рассматриваются связи между военными программами и психологическими методами, используемыми для проведения допросов в войне с террором. Прослеживается эволюция этих тайных действий за предыдущие три десятилетия, и анализируется, как они продолжали существовать в Национальной Безопасности США и на войне в Ираке. Также рассматривается использование мелодии из телешоу Барни и друзья на иракских военнопленных, контрабанда коз в центр сил специального назначения Форт-Брэгг (Северная Каролина), и связь между американскими военными и массовым самоубийством членов культа Врата рая (религиозная группа) в Сан-Диего.

## Документальный фильм
Книгу сопровождает сериал из трех частей, показанный на Channel 4, в Великобритании, Безумные правители мира (англ. Crazy Rulers of the World). Три части озаглавлены «Безумный спецназ», «Смешная пытка» и «Психические пехотинцы» (англ. "The Men Who Stare at Goats", "Funny Torture" and "The Psychic Footsoldiers"). Идея проекта заключалась в изучении «очевидного безумия в центре военной разведки США». Серия обсуждает и включает в себя членов психологических операций, Первого Батальона Земли, а также обсуждает проект «МК-Ультра» и Фрэнка Олсона, в том числе интервью с его сыном, Эриком Олсоном.

## Экранизация
Художественный фильм по мотивам книги был выпущен осенью 2009 года. Режиссёр Грант Хеслов.